# Edward Frankowski
Edward Marian Frankowski (ur. 15 sierpnia 1937 w Kępie Rzeczyckiej) – polski duchowny rzymskokatolicki, doktor nauk humanistycznych w zakresie socjologii, kapelan NSZZ „Solidarność” w latach 1980–1992, biskup pomocniczy przemyski w latach 1989–1992, biskup pomocniczy sandomierski w latach 1992–2012, od 2012 biskup pomocniczy senior diecezji sandomierskiej.

## Życiorys

### Młodość i wykształcenie
Urodził się 15 sierpnia 1937 w Kępie Rzeczyckiej. W zakresie szkoły średniej kształcił się w Rozwadowie, gdzie w 1955 uzyskał świadectwo dojrzałości.
W latach 1955–1961 odbył studia filozoficzno-teologiczne w Wyższym Seminarium Duchownym w Przemyślu. Święceń prezbiteratu udzielił mu 18 czerwca 1961 w bazylice katedralnej Wniebowzięcia Najświętszej Maryi Panny i św. Jana Chrzciciela w Przemyślu tamtejszy biskup diecezjalny Franciszek Barda.
W latach 1967–1971 studiował na Wydziale Teologicznym Katolickiego Uniwersytetu Lubelskiego, uzyskując w 1972 magisterium-licencjat z teologii pastoralnej. W latach 1971–1975 kontynuował studia w Instytucie Pastoralnym Katolickiego Uniwersytetu Lubelskiego oraz odbył kurs doktorancki. Doktorat nauk humanistycznych w zakresie socjologii otrzymał w 2005 na Wydziale Nauk Społecznych Katolickiego Uniwersytetu Lubelskiego Jana Pawła II po przedłożeniu dysertacji Religijność katolików diecezji sandomierskiej (Studium socjologiczne).

### Prezbiter
Pracował jako wikariusz w parafiach: Narodzenia Najświętszej Maryi Panny w Hyżnem (1961–1965), Wniebowzięcia Najświętszej Maryi Panny w Jaśle (1965–1967) i św. Floriana w Stalowej Woli (1967–1974). W stalowowolskiej parafii otrzymał zadanie zorganizowania duszpasterstwa w kaplicy Matki Bożej Różańcowej w Chyłach. W latach 1970–1974 był rektorem tej kaplicy. Po rocznym urlopie doktoranckim powrócił w 1975 do parafii św. Floriana w Stalowej Woli w charakterze wikariusza-substytuta, by następnie w latach 1975–1979 sprawować w niej funkcję proboszcza. Prowadził budowę kościoła Matki Bożej Królowej Polski w Stalowej Woli, a po jej ukończeniu został w 1979 mianowany proboszczem nowo erygowanej parafii. Organizował w niej wykłady z zakresu psychologii, socjologii i pedagogiki rodziny. Założył wojewódzki oddział Towarzystwa Przyjaciół Katolickiego Uniwersytetu Lubelskiego oraz Klub Inteligencji Katolickiej. Wspierał ideę utworzenia w Stalowej Woli filii Katolickiego Uniwersytetu Lubelskiego. Po rozwiązaniu przez komunistyczne władze komitetu budowy filii zorganizował Duszpasterski Ośrodek Kultury Chrześcijańskiej (1983), Diecezjalny Instytut Wyższej Kultury Religijnej (1984) i Studium Katolickiej Nauki Społecznej (1986). Zainicjował w parafii Tygodnie Kultury Chrześcijańskiej (1980), Katolickie Dni Społeczne (1983) i Katolickie Dni Rodziny (1984). W celu ścisłej współpracy z parafianami na przełomie lat 1988 i 1989 przeprowadził wybory liderów bloków mieszkalnych (pierwsze w Polsce wolne wybory samorządowe). Brał udział w tworzeniu kolejnych stalowowolskich parafii: Trójcy Przenajświętszej i Opatrzności Bożej.
Ustanowiony został archiprezbiterem stalowowolskim. Wszedł w skład rady kapłańskiej i diecezjalnej rady kultury. Objął funkcje diecezjalnego duszpasterza ds. kultury i delegata biskupiego ds. kultury chrześcijańskiej. Wspierał powstawanie ośrodków kultury chrześcijańskiej w Stalowej Woli, Rzeszowie, Przemyślu i Łańcucie. Promował organizowanie Katolickich Dni Społecznych i Katolickich Dni Kultury. Nadzorował pracę wydawnictwa diecezjalnego i redakcji „Roli Katolickiej”. Od 1985 z ramienia diecezji przemyskiej brał udział w pracach Komisji Specjalnej Episkopatu Polski ds. Przygotowań Kongresu Eucharystycznego w Polsce w 1987.
W 1980 został kapelanem NSZZ „Solidarność”. Wspierał działaczy „Solidarności” w Hucie Stalowa Wola i w Regionie Ziemia Sandomierska. Organizował pomoc dla opozycjonistów represjonowanych przez władze komunistyczne, zwłaszcza podczas stanu wojennego. Występował w obronie praw ludzi pracy, szczególnie podczas strajku w Hucie Stalowa Wola w 1988. Sam również doświadczył represji ze strony władz (w 2004 Instytut Pamięci Narodowej przyznał mu status pokrzywdzonego).
W 1977 otrzymał przywilej noszenia rokiety i mantoletu, a w 1983 uzyskał godność kapelana honorowego Jego Świątobliwości.

### Biskup
16 lutego 1989 został prekonizowany biskupem pomocniczym diecezji przemyskiej ze stolicą tytularną Tigamibena. Święcenia biskupie otrzymał 5 marca 1989 w kościele Matki Bożej Królowej Polski w Stalowej Woli. Udzielił mu ich Ignacy Tokarczuk, biskup diecezjalny przemyski, któremu asystowali biskupi pomocniczy przemyscy: Bolesław Taborski, Stefan Moskwa i Edward Białogłowski. Jako zawołanie biskupie przyjął słowa „Christus vincit” (Chrystus zwycięża). Objął urząd wikariusza generalnego diecezji. W kurii biskupiej został przewodniczącym wydziału nauki chrześcijańskiej i członkiem komisji egzaminacyjnej, należał do kolegium konsultorów, rady kapłańskiej i rady duszpasterskiej.
Rezydował w Stalowej Woli, gdzie nadzorował tamtejszy region duszpasterski, pozostając proboszczem parafii Matki Boskiej Królowej Polski i kapelanem Solidarności. Był inicjatorem utworzonej w 1990 Filii Wydziału Nauk Społecznych Katolickiego Uniwersytetu Lubelskiego w Stalowej Woli (przemianowanej później na Wydział Zamiejscowy Nauk o Społeczeństwie Katolickiego Uniwersytetu Lubelskiego w Stalowej Woli). Współorganizował Fundację Uniwersytecką w Stalowej Woli, a następnie został wybrany przewodniczącym Rady Fundacji. Na bazie jego księgozbioru powstała Biblioteka Uniwersytecka w Stalowej Woli. Współtworzył powstałą w 1992 Szkołę Bankową w Stalowej Woli. W 1991 założył ochronkę dla bezdomnych dzieci, przyczynił się także do otwarcia schroniska dla bezdomnych mężczyzn.
25 marca 1992 został przeniesiony na urząd biskupa pomocniczego diecezji sandomierskiej. W tym samym roku został ustanowiony jej wikariuszem generalnym. W diecezji przewodniczył Zespołowi II Ogólnopolskiego Synodu Plenarnego. Podczas II Synodu Diecezji Sandomierskiej zasiadał w Komisji Głównej i był przewodniczącym Komisji ds. Wiernych Świeckich. Przyczynił się do reaktywacji w diecezji Akcji Katolickiej, pełniąc funkcję jej opiekuna. Został mianowany dziekanem kapituły kolegiackiej w Opatowie. W 2009 w związku z przeniesieniem biskupa Andrzeja Dzięgi do czasu objęcia urzędu biskupa diecezjalnego sandomierskiego przez Krzysztofa Nitkiewicza sprawował funkcję administratora diecezji. 6 października 2012 papież Benedykt XVI przyjął jego rezygnację z obowiązków biskupa pomocniczego sandomierskiego.
W Wyższym Seminarium Duchownym w Sandomierzu i Instytucie Teologicznym w Sandomierzu prowadził zajęcia z socjologii religii i katolickiej nauki społecznej, a na Wydziale Zamiejscowym Nauk o Społeczeństwie Katolickiego Uniwersytetu Lubelskiego w Stalowej Woli z katolickiej nauki społecznej.
W ramach Konferencji Episkopatu Polski wszedł w skład Komisji Iustitia et Pax, Komisji (Rady) ds. Rodzin, Komisji ds. Budowy Kościołów, Komisji Charytatywnej, Rady ds. Społecznych i Zespołu ds. Akcji Katolickiej. Był ponadto asystentem kościelnym Towarzystwa Pomocy im. św. Brata Alberta.

## Odznaczenia i wyróżnienia
Postanowieniem prezydenta RP Lecha Kaczyńskiego z 11 listopada 2006 został odznaczony Krzyżem Wielkim Orderu Odrodzenia Polski. Postanowieniem prezydenta RP Andrzeja Dudy z 28 września 2017 otrzymał Krzyż Wolności i Solidarności. W 2019 prezydent RP Andrzej Duda odznaczył go Medalem Stulecia Odzyskanej Niepodległości.
Nadano mu honorowe obywatelstwo Stalowej Woli (1992), gminy Radomyśl nad Sanem (2007) i Tarnobrzega (2008). Ponadto Prezydent Sandomierza przyznał mu honorowe wyróżnienie „Bene Meritus” (2007), Rada Miejska w Stalowej Woli tytuł „Pater Urbis” (2008), a Rada Miasta Tarnobrzega medal Sigillum Civis Virtuti (2018). Nadano mu także odznakę honorową „Zasłużony dla Województwa Podkarpackiego” (2017).
W 2007 został odznaczony medalem Za Zasługi dla Katolickiego Uniwersytetu Lubelskiego, a w 2012 otrzymał wyróżnienie Katolickiego Uniwersytetu Lubelskiego „Gratae memoriae signum universitatis”.
W 1995 otrzymał tytuł Honorowego Członka NSZZ „Solidarność”, a w 2008 tytuł Zasłużony dla NSZZ „Solidarność”. Został uhonorowany m.in.: orderem Polonia Mater Nostra Est (2001), Medalem Wdzięczności Polonii „Gaude Mater Polonia” (2004), Medalem Akcji Katolickiej „Za dzieło apostolstwa” (2006) i nagrodą honorową „Świadek Historii” Instytutu Pamięci Narodowej (2017).